# Friedland (Brandemburgo)
Friedland (em baixo sorábio: Bryland) é um município da Alemanha, situado no distrito de Oder-Spree, no estado de Brandemburgo. Tem 173,21 km² de área, e sua população em 2019 foi estimada em 2.985 habitantes.